# El Jicaral, Coicoyán de las Flores
El Jicaral är en ort i Mexiko.   Den ligger i kommunen Coicoyán de las Flores och delstaten Oaxaca, i den sydöstra delen av landet, 270 km söder om huvudstaden Mexico City. El Jicaral ligger 829 meter över havet och antalet invånare är 1 089.
Terrängen runt El Jicaral är kuperad. Runt El Jicaral är det ganska glesbefolkat, med 27 invånare per kvadratkilometer. Närmaste större samhälle är San Pedro Cuitlapan, 18,0 km söder om El Jicaral. I omgivningarna runt El Jicaral växer huvudsakligen savannskog.